# Agrostis leptos
Agrostis leptos é uma espécie de gramínea do gênero Agrostis, pertencente à família Poaceae.